# Fermentacja masłowa
Fermentacja masłowa – fermentacja wywoływana przez bakterie masłowe.

## Równanie sumaryczne fermentacji masłowej
C6H12O6 + bakterie masłowe → CH3CH2CH2COOH + 2CO2 + 2H2 + ok. 15 kcal/mol (63 kJ/mol)
(glukoza + bakterie → kwas masłowy)

## Charakterystyka bakterii masłowych
- należą do rodzaju Clostridium,
- są beztlenowcami,
- mają kształt laseczek,
- wytwarzają przetrwalniki (endospory) nadające komórce kształt buławki lub wrzeciona,
- mają zdolność do rozkładu wielocukrów na cukry proste, a więc m.in. rozkładają skrobię, dekstryny, błonnik, pektyny,
- naturalnym ich środowiskiem jest gleba.

## Udział bakterii masłowych w niszczeniu produktów spożywczych
- w mleczarstwie powodują psucie się pasteryzowanego mleka i tzw. późne wzdęcia serów podpuszczkowych dojrzewających (do mleka mogą dostać się np. przy karmieniu krów nieprawidłowo przygotowanymi kiszonkami),
- powodują psucie się konserw warzywnych i owocowych,
- powodują psucie się kiszonych pasz.

## Korzystny udział bakterii masłowych
Bakterie masłowe odgrywają ważną rolę w procesie moczenia lnu i konopi, ponieważ umożliwiają, na skutek zachodzącej fermentacji błonnika, oddzielenie włókien przędnych od tkanki korowej i zdrewniałej.